# Гросман Ісаак
Гро́сман Ісаа́к (рос. Гроссман Исаак; 18 серпня 1892, Одеса — 9 серпня 1977) — найвідоміший одеський футбольний уболівальник 1930–1950-х років.

## Життєпис
Народився 1892 року в Одесі. Батько Ісаака Гросмана мав магазин на Старокінному базарі, мати була домогосподаркою. Сім'я жила на Успенській вулиці, 127. Ісаак Гросман не закінчив навчання в гімназії, працював помічником адвоката, деколи виконував роль третейського судді. Пізніше, до німецько-радянської війни й після повернення з евакуації (з Фрунзе), був начальником болтового цеху.

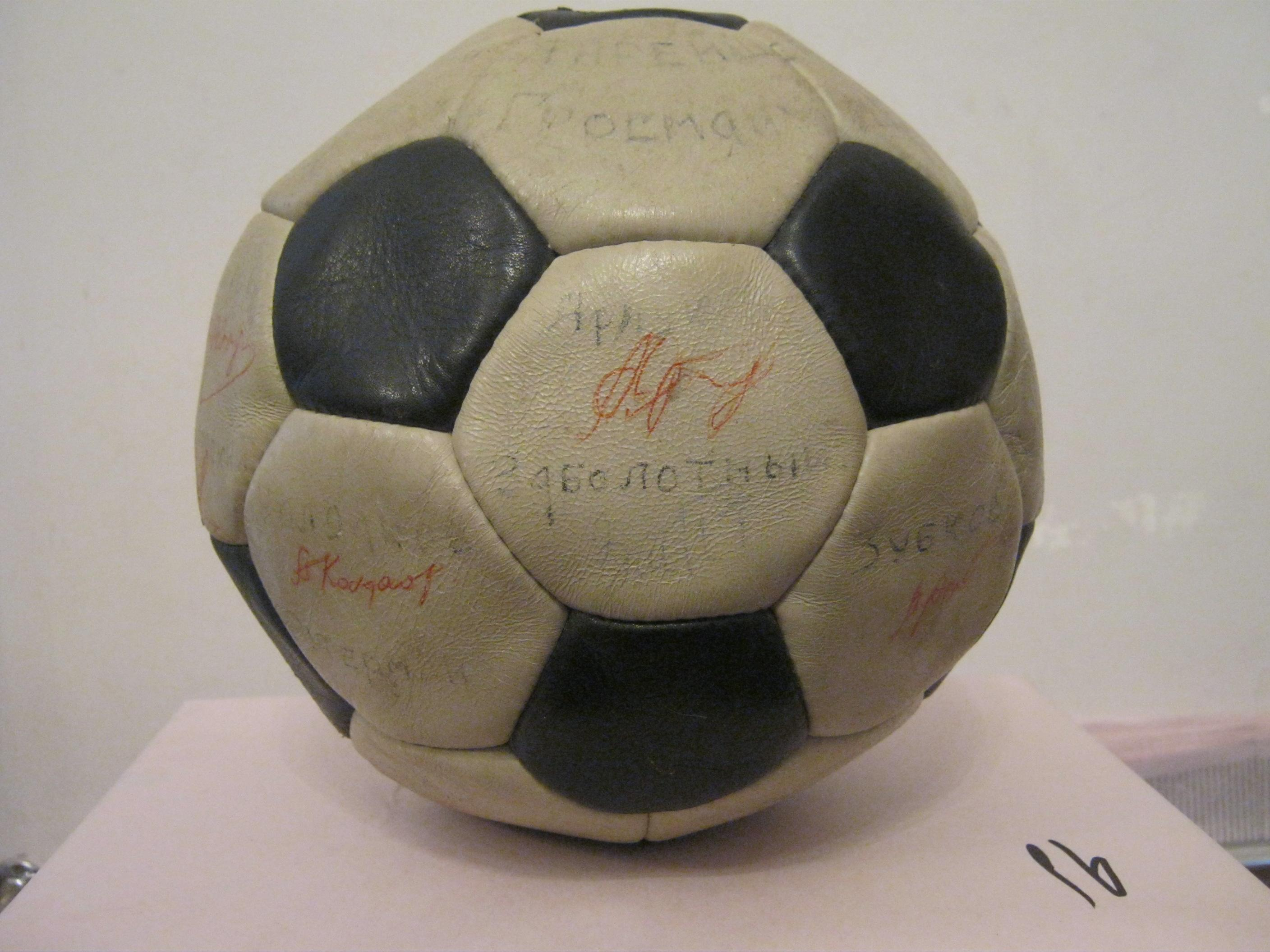
М'яч, подарований Ісааку Гросману в день його 75-ліття. Зберігається у Всесвітньому клубі одеситів

У 1930-х роках емоційний і веселий Гросман здобув величезну популярність серед одеських футбольних уболівальників, отримав прізвисько «Король уболівальників». Його жартівливі й влучні вислови настільки сильно привертали увагу всіх оточуючих, що перед відкриттям стадіону «Біля моря» (теперішній «Чорноморець») 18 травня 1936 року, працівники НКВС примусили його дати розписку, що Гросман буде відсутній на відкритті стадіону, адже там будуть присутні генсек КПУ Станіслав Косіор і генсек ЛКСМУ Сергій Андрєєв.
Усі глядачі слідкували за Ісааком Гросманом на звичному для нього місці на 38-й трибуні одеського стадіону. Він відвідував усі домашні ігри «Чорноморця» і намагався їздити з командою на всі виїзні матчі. Коли Гросман мешкав уже на вулиці Генерала Петрова, 1967 року зірки одеського футболу подарували йому м'яч зі своїми автографами та написом: «Найстаршому любителеві одеського футболу в день 75-ліття». Зараз подарунок зберігається у Всесвітньому клубі одеситів.
Помер 9 серпня 1977 року.